# Kudzu (Software)
Kudzu ist eine ursprünglich von Red Hat entwickelte Software für die automatische Hardware-Erkennung unter den Linux-Distributionen Red Hat Linux und Fedora, die u. a. auch von der Debian-basierten Distribution Knoppix genutzt wird.
Eine Alternative zu Kudzu ist das von Progeny entwickelte Discover, das u. a. von der Linux-Distribution Gnoppix verwendet wird.
Ab der Version 9 von Fedora und Version 6 von Red Hat Enterprise Linux übernimmt die HAL die Aufgaben von Kudzu. Die Entwicklung von Kudzu wurde eingestellt.